# 多元主义
多元主义（英語：Pluralism）在社會科學和政治哲學中，指不同種族、民族、宗教或社會群體在一個共同文明體或共同社會的框架下，持續並自主地參與及發展自有傳統文化或獲取利益並且互相尊重以及互相學習、交流、合作。
在多元社會中，不同族群相互間展示尊重與容納，從而使他們可以安樂共存、相互間沒有衝突或同化。許多人認為多元是現代社會的最重要特徵之一，也是科學、社會、經濟等發展的關鍵性推動力量。
在威權主義或寡頭政治的社會，權力高度集中，各項決定由少數人做出。在多元社會，權力、決策過程及利益分享相對較為分散。人們相信這樣可以鼓勵社會成員更廣泛的參與、更大的約束感、以及更佳的成效。比如，多元主義對下列情形是重要的：公司、政治體、經濟體、科學界。在科研過程，多元主義是知識快速增長的重要因素。返回來，知識增長可以通過提高生產力、經濟增長、改善醫療等來增進人類福利。
在多元社會的觀念下，社會反對任何歧視的政策，認為在多元文化的社會中，任何人不論性別、種族、民族、宗教、身心障礙(故年齡、疾病之身心差異亦不該受歧視)、性傾向，都不應有任何歧視(分類歸因的輕視或敵視或誤解)或差別對待，多元社會應互相包容和彼此尊重，任何人的自由意見和立場都必須尊重。多元的社會是對自由的保障。